# Chaoyangsauridae
Чаоянзаврові (Chaoyangsauridae) — родина цератопсій. Автори опису останнього відкритого чаоянзаврового, хуаляньцератопса (Hualianceratops), відносять до цієї родини 4 види: Chaoyangsaurus, Xuanhuaceratops, Hualianceratops і Yinlong.